# ووكر سميث (منافس ألعاب قوى)
ووكر سميث (بالإنجليزية: Walker Smith)‏ هو منافس ألعاب قوى أمريكي، ولد في 1 نوفمبر 1896 في منيابولس في الولايات المتحدة، وتوفي في 27 فبراير 1993 في مقاطعة أورانج في الولايات المتحدة.

## وصلات خارجية
- والكر سميث على موقع أوليمبيديا (الإنجليزية)